# Alexandre Karolak
Alexandre Karolak (Metz, 12 gennaio 1995) è un cestista francese.